# Sweetwater
Sweetwater foi uma banda de rock and roll norte-americana, mais conhecida por ter sido a primeira banda a tocar (depois do cantor solo Richie Havens) no Festival de Woodstock em 1969. Uma de suas canções mais conhecidas é "Motherless Child".
Depois de Woodstock a vocalista Nansi Nevins feriu-se gravemente em um acidente automobilístico, interrompendo a carreira da banda.
Em 1994, a Sweetwater reuniu-se novamente para o evento Woodstock II, e em 1999 teve sua história transformada em filme pela Paramount Pictures e o canal VH1, intitulado de "Sweetwater: A True Rock Story".

## História
A banda de rock psicodélico, Sweetwater, começou em 1967, liderada pelos amigos Alex Del Zoppo, tecladista e Fred Herrera, baixista. No começo, tocavam em bares do interior dos Estados Unidos. Foi em um desses bares que conheceram Nansi Nevins, que na ocasião, sem ser convidada, subiu no palco e cantou uma música junto com a banda. Alex viu que a voz de Nansi se encaixava com perfeição ao estilo de música que pretendia seguir e convidou-a para fazer parte do grupo.
Com a nova vocalista, a Sweetawter começou a ganhar mais reconhecimento, saindo em turnê e passando a tocar em festivais. A partir daí, com o hit "Motherless Child", acabaram tocando em todos os maiores programas de televisão da época e abriram ou tocaram nos mesmo show de artistas como Jimi Hendrix, The Doors, Cream, Grateful Dead, Crosby, The Who, Frank Zappa, Jefferson Airplane, Chicago, Chuck Berry, Spirit, Joe Cocker, Wall, Santana, Joan Baez, Beach Boys, Steve Miller e Janis Joplin. Ficaram ao lado dos maiores nomes da música da época.
Em 1969, por grande sorte, foram a primeira banda a tocar no Festival de Woodstock para mais de 500 mil pessoas. Esse grande número não era esperado pelos organizadores, provocando congestionamentos imensos e bloqueando a Via Expressa do Estado de Nova York. Como consequência, muitas bandas não conseguiram chegar a tempo. Usando um helicóptero, os integrantes da Sweetwater desceram nas próximidades do palco, no momento em que Swami Satchidananda fazia o ritual de invocação para o festival. Eles então subiram no palco e abriram a apresentação com a clássica "Motherless Child". Outras músicas tocadas foram: "In a Rainbow", "What's Wrong" e "Why oh Why".
Porém, alguns meses depois de serem aclamados no Festival de Woodstock, a vocalista Nansi Nevins sofreu um grave acidente de carro que afetou também suas cordas vocais. Com a vocalista debilitada, a banda não resistiu e acabou pouco tempo acabou depois. As brigas entre os integrantes se tornavam constantes e sem a Nansi, que era considerada a grande estrela da banda, não havia outra solução senão o fim.
As cenas da apresentação da Sweetwater em Woodstock, não foram incluidas no documentário "Woodstock" em 1970. Os produtores excluiram a banda devido ao pouco tempo que ela durou. Esse documentário foi indicado ao Oscar de "Melhor Trilha-Sonora", "Melhor Edição" e "Melhor Documentário", vencendo este último.
Depois da carreira interrompida bruscamente, os ex-integrantes da banda tentaram se envolver em outros projetos ligados a música, mas nenhum deles obteve sucesso. Até mesmo Nansi Nevins, depois de se recuperar, lançou um disco solo, em uma linha diferente da Sweetwater, bem mais intimista e com um forte apelo comercial. Mas as vendas fracassaram e sua carreira solo também.
Em 1995, depois de um convite para tocar no Woodstock II, os integrantes começaram a pensar em uma re-união. A banda atual conta os antigos membros Alex Del Zoppo nos teclados, Fred Herrera no baixo, e Nansi Nevins nos vocais e violão; e com os novos membros: o percussionista Henry Arias, o baterista Mike Williams, e também um instrumento que nunca usaram, a guitarra, tocada por Joe Bruley. A história da Sweetwater ficou mundialmente conhecida depois da produção de um filme em 1999 que relatou a carreira da banda. Recentemente chegaram a gravar novas e antigas músicas e ainda há planos para um novo CD.

## Integrantes
A banda original era formada por:
- Nansi Nevins (vocalista original, atual vocalista e violonista)
- Alex Del Zoppo (tecladista original, atual tecladista)
- Fred Herrera (baixista original, atual baixista)
- Albert Moore (era compositor e tocava flauta)
- August Burns (tocava violoncelo)
- Elpidio (Pete) Cobian (tocava conga)

Novos integrantes da banda:
- Henry Arias (percussionista atual)
- Mike Williams (baterista atual)
- Joe Bruley (guitarista atual)

## O Filme
A história dramática e pouco conhecida da banda Sweetwater e principalmente de sua vocalista, chamou atenção da Paramount Pictures e do canal Vh1, que estava interesado a ingressar na produção de filmes "Movies That Rock". Partindo da história de Nansi, uma menina normal, super-protegida pela mãe e que vai para um mundo totalmente diferente do que conhecia, virando a vocalista de uma banda de rock e enfrentando seus altos e baixos, o filme revelaria o motivo de a banda ter acabado em tão pouco tempo.
O roteiro do filme foi baseado no relato dos próprios integrantes e as gravações aconteceram em Los Angeles e Vancouver. Para papel da protagonista, Nansi Nevins, foi escolhida a atriz Amy Jo Johnson, na época no ar em Felicity. Como Amy Jo também é cantora, o processo de gravação das músicas foi fácil e as cenas com ela cantando foram execelentes para o filme.
"Sweetwater: A True Rock Story" (br: Na estrada do Rock) teve sua estreia no dia 15 de agosto de 1999 com exclusidade pela Vh1.

## Discografia

### Álbuns Sweetwater
- Sweetwater (1968)
- Just for You (1970)
- Melon (1971)
- Cycles: The Reprise Collection (2000)
- Live At Last (2002)

### Nansi Nevins (solo)
- Nancy Nevins (1975)